# Бараты
Бара́ты (бур. Бороотой) — посёлок в Селенгинском районе Бурятии. Образует сельское поселение «Бараты».
В посёлке — железнодорожная станция Бараты Восточно-Сибирской железной дороги на южной линии Улан-Удэ — Наушки.

## География
Расположен на северо-западном берегу Гусиного озера, в 17 км западнее районного центра — города Гусиноозёрска. Находится на пологом увале Хамбинского хребта между распадками, образованными ручьями Сангинэ с юга и Бороотэ с севера, имеющими нерегулярный сток в Гусиное озеро. Собственно посёлок располагается в 1 км от берега озера, ближе к берегу находится территория Полустанок, входящая в состав селения, и железнодорожная станция Бараты.

## История
История посёлка начинается с середины 1930-х годов, когда началась прокладка железнодорожной линии Улан-Удэ — Наушки. В 1939 году линия была введена в эксплуатацию и начала функционировать станция Бараты, названная железнодорожниками по ручью Бара́ты (бур. Бороотой). По народной этимологии название происходит от бур. бороо(н) — «дождь», бороотой — «дождливый». Вероятна версия происхождения названия от серого цвета почвы Баратуйской пади — от бур. боро — «серый».
Позднее, выше станции был основан посёлок крупного леспромхоза, поставлявший древесину по железной дороге в Улан-Удэ, в район и, в частности, на Гусиноозёрские шахты. В 1990-е годы леспромхоз был закрыт.

## Население
| 2002 | 2010 | 2012 | 2013 | 2014 | 2015 | 2016 |
| ---- | ---- | ---- | ---- | ---- | ---- | ---- |
| 711  | ↘589 | ↘580 | ↘562 | ↘537 | ↘517 | ↘515 |
| 2017 | 2018 | 2019 | 2020 | 2021 | 2023 | 2024 |
| ↘501 | ↘486 | ↘467 | ↘449 | ↘442 | ↘419 | ↘392 |

## Инфраструктура
Средняя общеобразовательная школа, детский сад, почтовое отделение, фельдшерско-акушерский пункт.

## Экономика
Железнодорожная станция на южной ветке ВСЖД (Улан-Удэнский регион). Гусиноозёрская дистанция пути.
В советское время здесь располагался крупный леспромхоз. В настоящее время население занимается сельским хозяйством и лесозаготовками.